# Xenolytus brunnipes
Xenolytus brunnipes är en stekelart som beskrevs av Henry Keith Townes, Jr. 1983. Xenolytus brunnipes ingår i släktet Xenolytus och familjen brokparasitsteklar. Inga underarter finns listade i Catalogue of Life.